# 니콘 D5000
니콘 D5000(Nikon D5000)은 니콘에서 2009년 4월 14일에 출시한 입문자용 디지털 SLR로, 틸트형 LCD를 탑재한 새로운 라인업의 첫 제품이다. 1,230만 유효 화소를 가지는 니콘 DX 포맷(23.6 × 15.8 mm) CMOS 이미지 센서를 사용한다. 경쟁 모델로는 캐논 EOS 1000D와, 소니의 A330, A380 등이 있다.
초점을 잡는데 필요한 모터를 바디에서 삭제하여 경량화를 실현하였으나, AF를 사용하려면 모터가 탑재된 렌즈를 사용해야 한다. 고감도 노이즈 억제력이 타사 경쟁모델에 비해서 뛰어나다.

## 사진

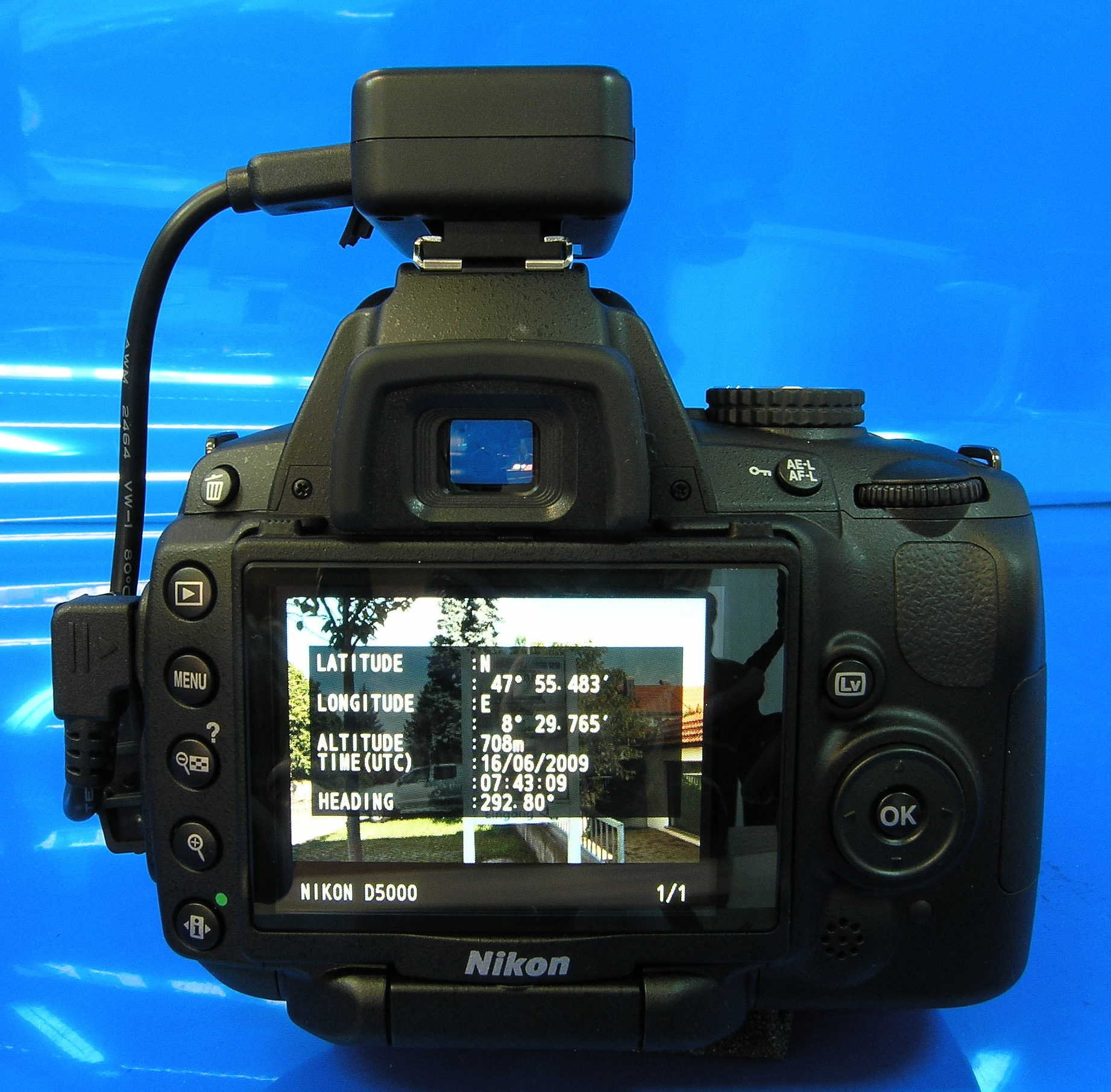
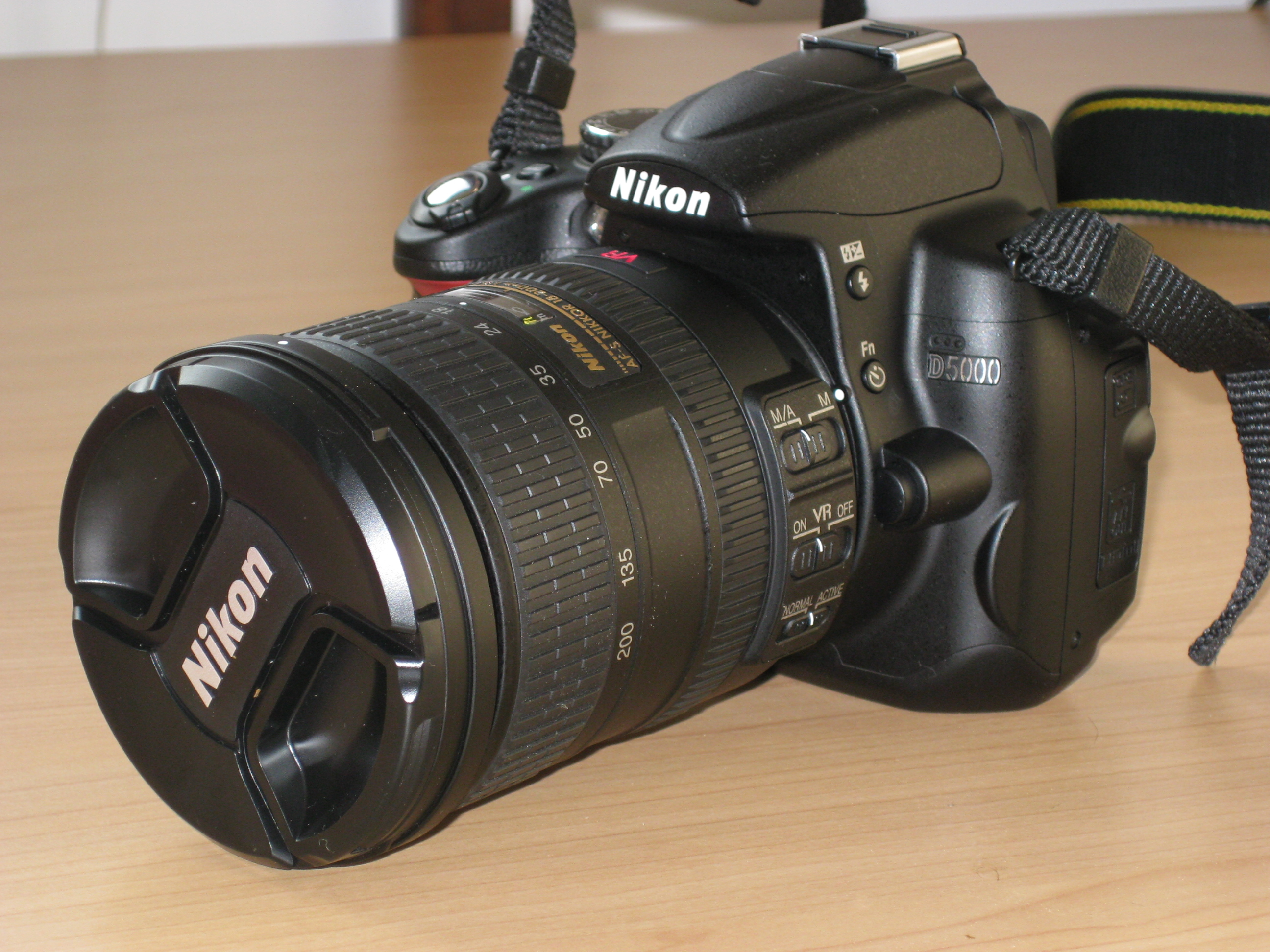
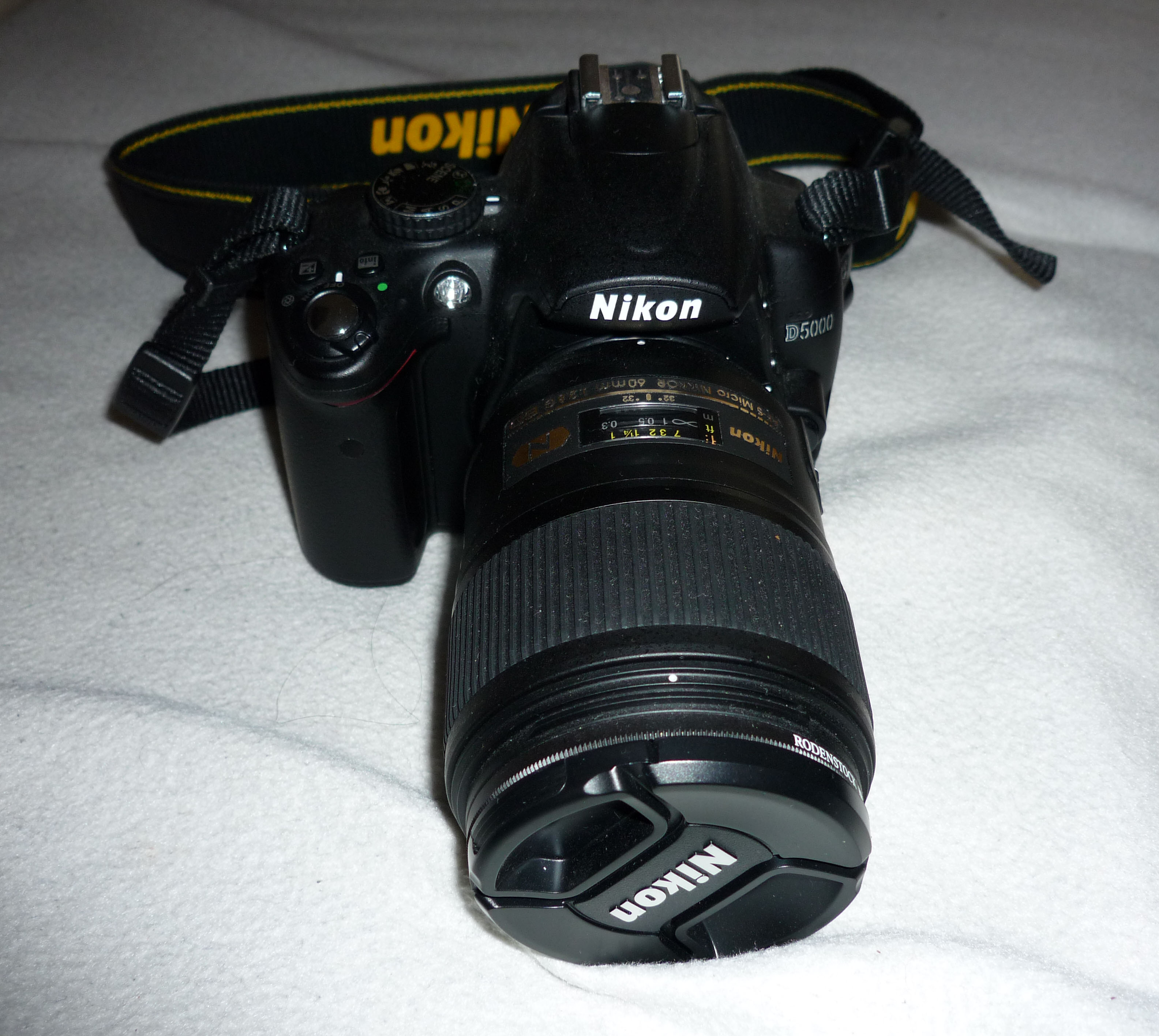
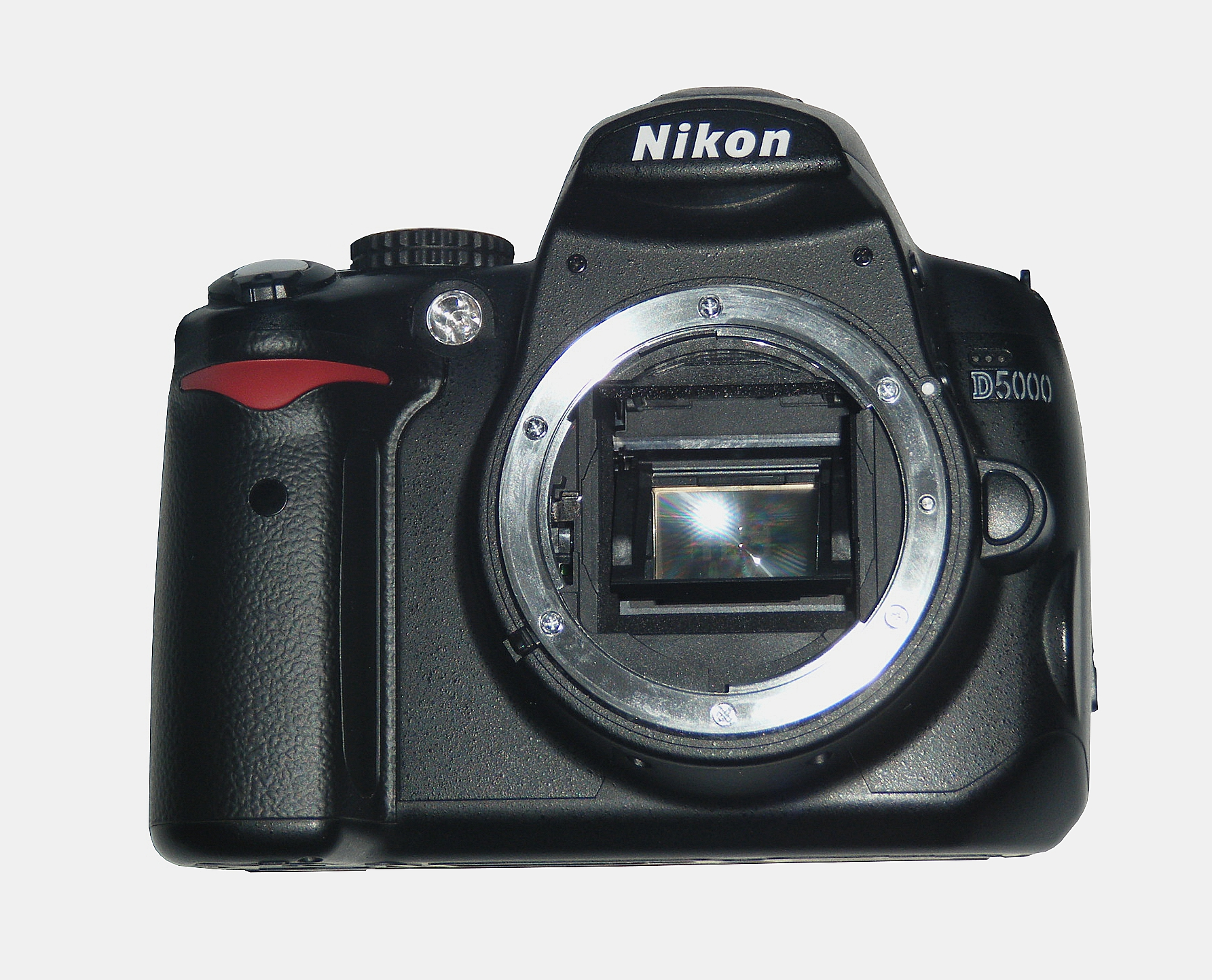
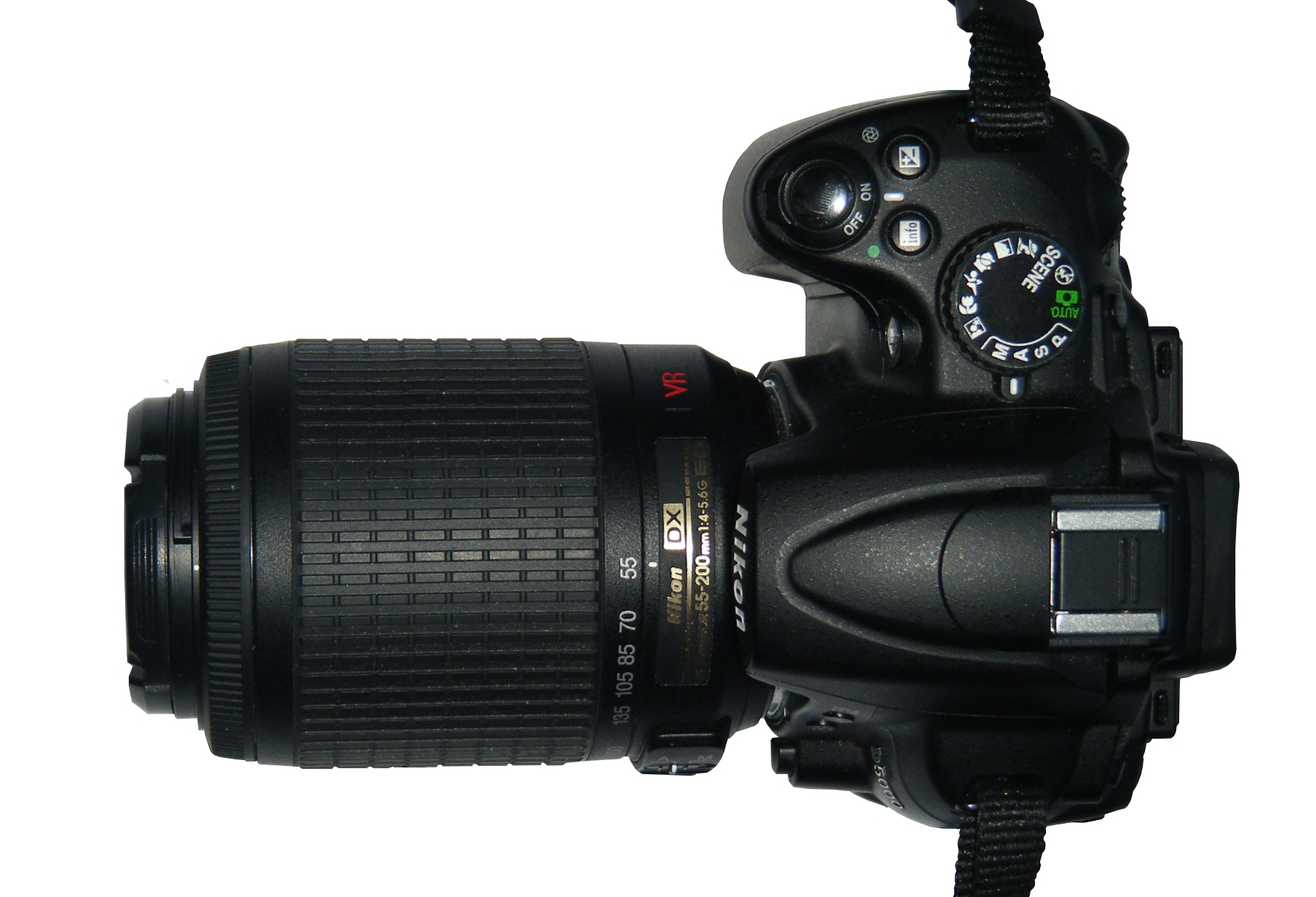